# Trisetum bulbosum
Trisetum bulbosum är en gräsart som beskrevs av Albert Spear Hitchcock. Trisetum bulbosum ingår i släktet glanshavren, och familjen gräs. Inga underarter finns listade i Catalogue of Life.